# Palu / Mutiara
Palu / Mutiara är en flygplats i Indonesien.   Den ligger i provinsen Sulawesi Tengah, i den centrala delen av landet, 1 600 km öster om huvudstaden Jakarta. Palu / Mutiara ligger 86 meter över havet.
Terrängen runt Palu / Mutiara är kuperad österut, men västerut är den platt.Runt Palu / Mutiara är det mycket tätbefolkat, med 1 018 invånare per kvadratkilometer. Närmaste större samhälle är Palu, 5,2 km nordväst om Palu / Mutiara. Trakten runt Palu / Mutiara består till största delen av jordbruksmark.